# Central nuclear de Braidwood

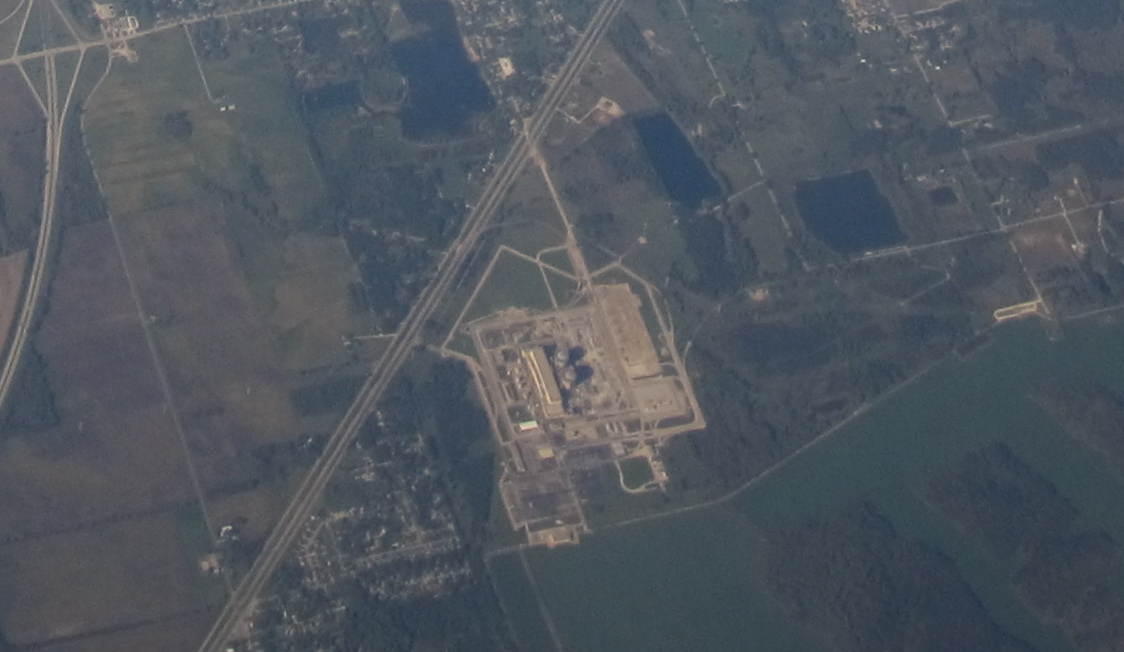
Vista aérea de la central nuclear de Braidwood

La Central Nuclear de Braidwood está situada en el condado de Will en el nordeste de Illinois. Proporciona electricidad a Chicago y al norte de Illinois. 
Esta planta dispone de dos reactores de agua a presión de Westinghouse.
Exelon ha sido denunciada por residentes en el Condado de Will y por el fiscal general del estado. El fallo dice que la planta de Braidwood liberó tritio, residuo nuclear, en el agua. Este fallo puede costar cientos de millones de dólares.
Recientes clasificaciones consideran la planta de energía nuclear Braidwood como la planta mayor del estado, aunque las tres primeras de Illinois tienen una capacidad similar (La central nuclear de LaSalle County es sólo 2 megavatios menor que Braidwood y la de Byron es sólo 4 megavatios menor que la de LaSalle County).